# Neolophonotus annae
Neolophonotus annae là một loài ruồi trong họ Asilidae. Neolophonotus annae được Londt miêu tả năm 1988. Loài này phân bố ở vùng nhiệt đới châu Phi.